# Jul i Svinget
Jul i Svinget er en norsk julekalender fra tv-kanalen NRK.
Jul i Svinget blev brugt som 2007's julekalender for børn på DR1, og var en af de to kalendere der blev vist.
Serien er oprindelig norsk men blev oversat til dansk tale. Julekalenderen er en fortsættelse til serien Linus i Svinget.

## Personer
| Rolle         | Dansk Stemme                 |
| ------------- | ---------------------------- |
| Linus         | Sebastian Alstrup            |
| Åsa           | Frederikke Bremerskov Kaysen |
| Børre         | Jakob Fals Nygaard           |
| Victoria      |                              |
| Nure          | Niklas Holck                 |
| Klara Klister |                              |
| Morten Myg    |                              |